# Sripadaraja
Sripadaraya o Lakshminarayana Tirtha (c. 1422 - c. 1480) fue un filósofo, erudito, compositor dvaita y pontífice Madhvacharya en Mulbagal. Es ampliamente considerado como fundador del movimiento Haridasa junto con Narahari Tirtha. Sus canciones e himnos, escritos bajo el nom-de-plume de Ranga Vitthala, contienen la destilación de los principios de Dvaita infundidos con misticismo y humanismo. También se le atribuye la invención de la estructura musical suladi y compuso 133 de ellos junto con varios kirtanas. Fue consejero de Saluva Narasimha Deva Raya y mentor del joven Vyasatirtha. También es autor de un comentario sobre Nyaya Sudha de Jayatirtha llamado Nyayasudhopanyasa-Vagvajra.

## Biografía
Sripadaraya nació en una familia Deshastha Madhva Brahmin en Abbur, una aldea en Channapatna taluk, Karnataka. Su padre, Sheshagiriappa, se desempeñó como contador mientras él cuidaba el ganado y estudiaba textos sánscritos en su tiempo libre. Su madre era Giryamma. La tradición afirma que era primo de Brahmanya Tirtha, quien sirvió como pontífice Madhvacharya en Abbur y guru de Vyasatirtha. Las leyendas hablan de que Svarnavarna Tirtha se encontró con el joven Sripadaraya en su camino a Abbur y, después de una breve comunicación, quedó asombrado por su inteligencia innata. Más tarde sería tutor del joven y lo ordenaría monje con el nombre de Lakshminarayana Tirtha. Bajo ese nombre finalmente sucedió a Svarnavarna Tirtha como pontífice en Mulbagal. Fue contemporáneo de Vibhudendra Tirtha, progenitor de Raghavendra Math y Raghunatha Tirtha de Uttaradi Math, quien le confirió el título de Sripadaraja o Sripadaray. Sripadarajashtakam menciona la peregrinación conjunta de Sripadaraja con Raghunatha Tirtha de Uttaradi Math a Benarés. Fue considerado el guru de Saluva Narasimha Deva Raya y educó a Vyasatirtha en los Shastra. Sus canciones e himnos se cantaban durante los bhajans nocturnos.

## Obras y legado
Continuando con la tradición de Vedānta, escribió un comentario sobre Nyaya Sudha de Jayatirtha llamado Vagvajra que, según Sharma, "es un comentario lúcido y atractivo en 3500 granthas". También agrega que a pesar de la exposición exhaustiva y el estilo elegante, su papel como Haridasa eclipsó su trabajo académico. A menudo se le considera como el pionero de Dasa Sahitya con sus himnos espirituales y en palabras simples sincronizados con la música. Para el autor William Jackson, los comienzos simples y rurales de Sripadaraya, junto con una conexión íntima con su lengua vernácula, influyeron en su poesía. Compuso 13.000 suladis, que son canciones que contienen una mezcla de diferentes ragas y talas  que a menudo se emplean para establecer el ambiente de la narración. Sharma señala: "Sus canciones son más sublimes que las de cualquier otro, y poseen una feliz mezcla de ritmo y significado". Vyasatirtha, quien lo sucedió como pontífice, promovió el legado musical de Sripada dando más ímpetu al movimiento Haridasa, iniciando bardos como Purandara y Kanaka y componiendo varios kirtanas él mismo.